# Pat Harrison

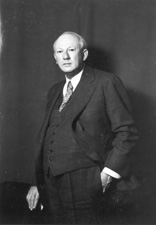
Pat Harrison

Byron Patton "Pat" Harrison, född 29 augusti 1881 i Crystal Springs, Mississippi, död 22 juni 1941 i Washington, D.C., var en amerikansk demokratisk politiker. Han representerade delstaten Mississippi i båda kamrarna av USA:s kongress, först i representanthuset 1911-1919 och sedan i senaten från 4 mars 1919 fram till sin död.
Harrison studerade vid University of Mississippi och Louisiana State University. Han arbetade sedan som lärare och studerade juridik. Han inledde 1902 sin karriär som advokat i Mississippi. Han arbetade som distriktsåklagare 1906-1910. Han blev invald i representanthuset i kongressvalet 1910. Han omvaldes tre gånger.
Harrison besegrade sittande senatorn James K. Vardaman i demokraternas primärval inför senatsvalet 1918. Han vann sedan själva senatsvalet och efterträdde 1919 Vardaman i senaten. Han omvaldes 1924, 1930 och 1936.
Joseph Taylor Robinson, majoritetsledaren i USA:s senat, avled den 14 juli 1937. Harrison kandiderade till majoritetsledare och det visade sig att han hade lika starkt stöd som Alben W. Barkley. Kollegan från Mississippi, den ledande rasisten Theodore G. Bilbo, var i ställning att avgöra valet. Bilbo meddelade att han kan rösta på Harrison om han blir personligen tillfrågad av sin kollega. Harrison var fast besluten att inte tala till Bilbo som han avskydde och Barkley valdes till majoritetsledare med en rösts marginal.
Harrison efterträdde i januari 1941 William H. King som senatens tillförordnade talman, president pro tempore of the United States Senate. Han avled senare samma år i ämbetet.
Harrison var metodist och frimurare. Hans grav finns på Evergreen Cemetery i Gulfport.